# Bas Louissen
Bas Louissen (Emmen, 1987) is een Nederlands presentator. Hij verwierf bekendheid als presentator van de podcast Man man man de podcast. 

## Loopbaan
Bas Louissen begon zijn radiocarrière bij BNNVARA. Daar produceerde hij de radioprogramma's van Domien Verschuuren op NPO 3FM. Dit was het ochtendprogramma @Work en later het avondprogramma Dit is Domien.
Sinds 2018 maakt hij samen met Chris Bergström en Domien Verschuuren Man man man de podcast. Tijdens het Gouden RadioRing Gala 2020 kregen zij de allereerste Gouden Postcast uitgereikt. Samen met Chris Bergström en Domien Verschuuren heeft hij ook het boek Man man man, het boek geschreven  en twee theatertours gedaan..
In 2021 heeft hij voor NPO Radio 2 de Springsteen Podcast gemaakt over zijn idool Bruce Springsteen.